# World Wide Race
World Wide Race è una squadra motociclistica con sede in Lussemburgo e base logistica e organizzativa in Svizzera.

## Storia
La squadra viene fondata nel 1997 grazie ai finanziamenti del cantante Vasco Rossi, con la denominazione che diviene "Vasco Rossi Racing" in virtù di questo accordo commerciale. L'esordio in pista avviene nella classe 125 del motomondiale del 1998 con Ivan Goi come pilota, le moto erano le Aprilia ed il reparto tecnico diretto da Italo Fontana mentre il team manager della squadra era Fiorenzo Caponera.
Nel 1999 amplia la sua partecipazione alla classe 250 con Roberto Rolfo come pilota, mentre continua nella classe 125 ingaggiando Roberto Locatelli, con quest'ultimo che porta le prime vittorie in un GP della squadra. Nel motomondiale 2000 la squadra conquista il titolo di campione del mondo della classe 125 con Roberto Locatelli. Inoltre partecipa anche con Simone Sanna come secondo pilota in classe 125 e Luca Boscoscuro in 250.
Terminata la partnership con Vasco Rossi al termine del 2000, nel 2001 il team trova nuovi finanziatori prendendo la denominazione di "Safilo Oxydo Race", confermando Sanna in 125 e riprendendo Rolfo per la classe 250.

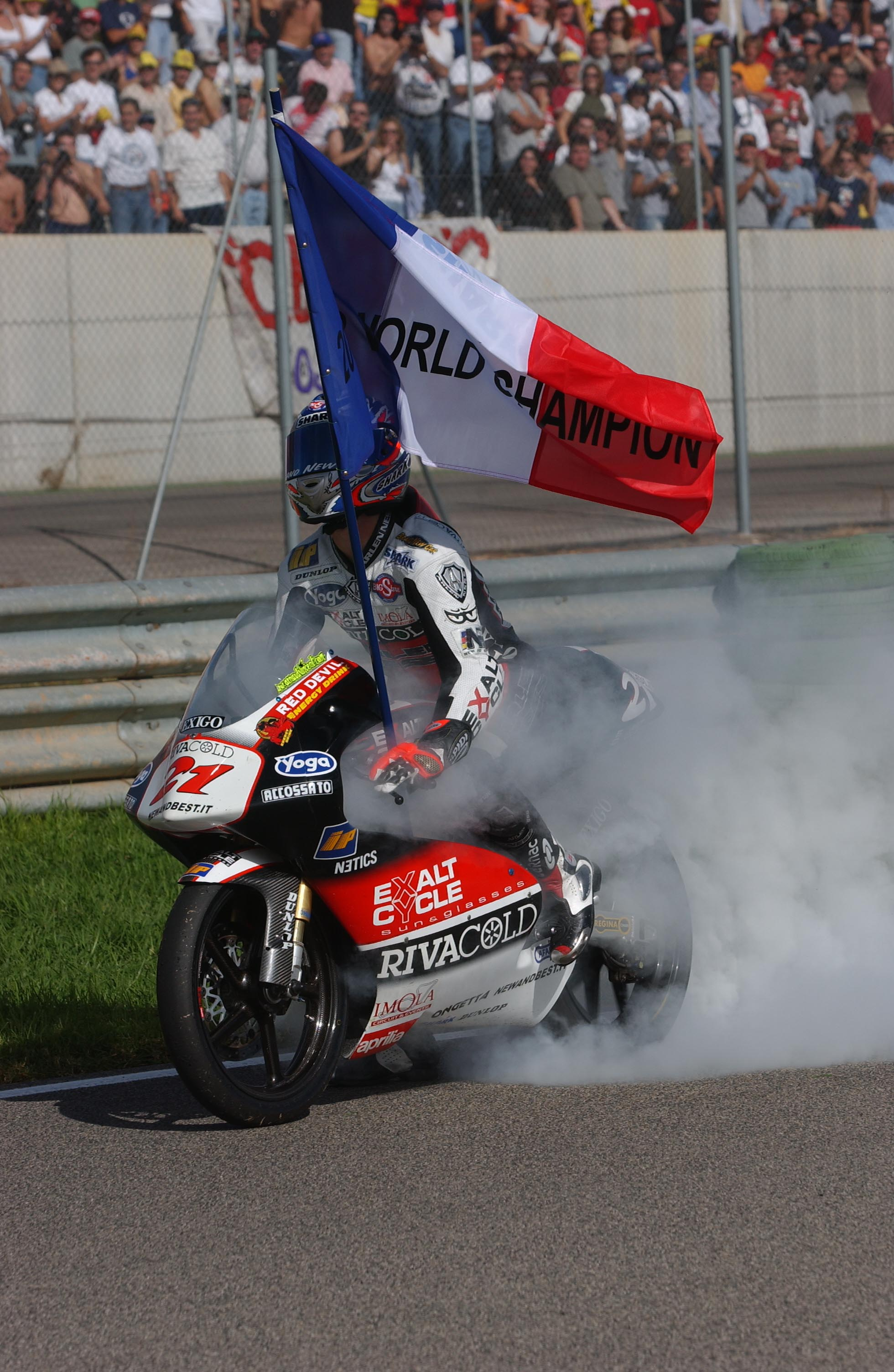
Arnaud Vincent festeggia il titolo mondiale del 2002.

Nella stagione 2002 cambia ancora dicitura diventando "Imola Circuit Exalt Cycle Race", vincendo per la seconda volta nella sua storia il titolo mondiale della classe 125, in questa occasione con il pilota francese Arnaud Vincent. Nella classe 250 viene schierato Franco Battaini che conclude sesto nella classifica generale.
Vinto il titolo mondiale, Vincent lascia il team, che lo sostituisce con Steve Jenkner, il pilota tedesco vince in questa annata la sua prima gara nel motomondiale in occasione del GP d'Olanda. Insieme a Jenkner, nella stessa classe corre l'ungherese Gábor Talmácsi. Ennesimo cambio di denominazione nel 2004, con il team che diventa "Rauch Bravo"; confermato Jenkner, viene ingaggiato come nuovo pilota Marco Simoncelli, che ottiene in occasione del GP di Spagna la sua prima vittoria nel motomondiale.
Nel 2005 la squadra conferma Simoncelli nella classe 125, affiancandogli il pilota spagnolo Joan Olivé, mentre Jenkner viene riconfermato ma viene spostato nella classe 250. Da segnalare i risultati di Simoncelli, che vince per il secondo anno consecutivo il GP di Spagna, ottenendo inoltre altri cinque piazzamenti a podio nell'arco del campionato. Si iscrive al campionato mondiale 2006 come "Multimedia Racing", schierando tre nuovi piloti nella classe 125 che sono: Pablo Nieto, Raffaele De Rosa e Vincent Braillard. Nieto e De Rosa ottengono alcuni piazzamenti a punti, con Braillard che non ottiene punti iridati.
Sono ancora tre i piloti anche nel 2007, con il riconfermato De Rosa a cui vengono aggiunti due nuovi piloti, Dominique Aegerter e Simone Grotzkyj. Anche in questa annata vengono ottenuti alcuni piazzamenti a punti, senza ottenere piazzamenti a podio. Prende parte come "I.C. Team" il motomondiale del 2008, andando a sostituire tutti e tre i piloti della scorsa stagione ed ingaggiando al loro posto: Andrea Iannone, Michael Ranseder e Takaaki Nakagami. Proprio Iannone vince la sua prima gara nel motomondiale in occasione del GP di Cina, riportando la squadra alla vittoria (accadimento che non si verificava dal 2005).
Nel 2009, corso come "Ongetta Team I.S.P.A", salgono a quattro i piloti iscritti nella classe 125 del motomondiale, vengono riconfermati Iannone e Nakagami, mentre vengono ingaggiati in questa stagione Jonas Folger e Lorenzo Zanetti. Iannone si conferma il miglior pilota della squadra, con il settimo posto nella classifica generale, vincendo tre gare, un altro piazzamento a podio e due pole position. Un piazzamento a podio anche per Folger, mentre Nakagami e Zanetti ottengono alcuni piazzamenti a punti.
Diventano cinque i piloti iscritti dalla squadra nel 2010, con Folger (unico pilota confermato rispetto al 2009), Alexis Masbou e Luca Marconi che corrono con "Ongetta Team", mentre altri due piloti, Sturla Fagerhaug e Zulfahmi Khairuddin iscritti come piloti del team "AirAsia - Sepang Int. Circuit". Nessuno dei cinque però riesce ad ottenere un piazzamento a podio, riuscendo in alcune occasioni ad ottenere dei punti per la classifica piloti. Tornano ad essere tre le motociclette schierate per il motomondiale del 2011, affidate al rientrante Simone Grotzkyj, a Taylor Mackenzie ed a Giulian Pedone; con il cambio di sponsorizzazione la squadra diviene "Phonica Racing". Anche in questa annata i risultati vedono i tre piloti ottenere alcuni punti, senza piazzamenti di rilievo.
Nel 2012 la classe 125 viene soppressa dal motomondiale, pertanto il team, diventato in questa stagione "Ambrogio Racing", si iscrive alla classe Moto3, confermando inizialmente due dei tre piloti schierati la precedente stagione, Simone Grotzkyj e Giulian Pedone, per poi sostituire, dopo il Gran Premio d'Italia, Grotzkyj con Álex Márquez. Visto il cambio di classe, cambia anche il fornitore della motocicletta, dopo 13 anni finisce la collaborazione con Aprilia, il team decide di affidarsi per le prime tre gare stagionali a motociclette Oral, per poi completare la stagione con delle Suter MMX3.
Cambio di entrambi i piloti per la stagione 2013, con l'ingaggio di Brad Binder e Danny Webb, sebbene quest'ultimo sia stato sostituito dopo le prime sette gare del campionato prima da Jules Danilo e poi da Luca Amato. Anche per quel che concerne la motocicletta utilizzata vi è stato un cambiamento durante la stagione, con i primi dodici GP corsi con motocicletta Suter, per poi passare negli ultimi sei GP a motociclette Mahindra MGP3O.
Per il 2014 viene confermato Brad Binder e viene chiamato a correre come pilota titolare Jules Danilo (che aveva già corso come pilota sostitutivo lo scorso anno). Il sudafricano Binder ottiene il secondo posto al GP di Germania, per lui si tratta del primo podio in carriera nel contesto del motomondiale. Era da 29 anni che un pilota sudafricano non otteneva un piazzamento a podio nel motomondiale, da quando Mario Rademeyer concluse terzo il GP del Sudafrica del 1985 corso a Kyalami nella classe 250. Sempre Binder ottiene un altro podio in occasione del GP del Giappone, posizionandosi undicesimo nella classifica iridata con 109 punti.
Cambio di sponsorizzazione e conseguente cambio di nome per la stagione 2015, con la squadra che adesso diviene "Outox Reset Drink". Cambio anche per quel che concerne i piloti, vengono infatti messi sotto contratto Alessandro Tonucci e Darryn Binder (fratello di Brad Binder, pilota del team nelle due annate precedenti), anche se nessuno dei due riesce ad ottenere punti per la classifica piloti. 
Nel 2016 partecipa come "Platinum Bay Real Estate", confermando per la seconda stagione Darryn Binder, mentre come secondo pilota viene inizialmente ingaggiato Karel Hanika, anche se quest'ultimo viene sostituito dopo le prime sette gare in calendario da Danny Webb, che dopo due gare viene anche lui sostituito con Marcos Ramírez. In questa stagione la squadra ottiene punti iridati con Binder e Ramírez.
Confermati anche nel 2017 Binder e Ramírez, che avevano terminato il campionato del 2016, viene però cambiata la motocicletta utilizzata, il team decide di passare alla KTM RC 250 GP. 
Nel 2018 i piloti titolari sono gli spagnoli Jaume Masiá e Marcos Ramírez, quest'ultimo ottiene due piazzamenti a podio in stagione. Al termine di questa stagione il team si piazza quinto nella classifica a squadre. Nel 2019 i piloti sono Andrea Migno e Jaume Masiá, che vince il Gran Premio d'Argentina. A fine stagione si piazzano rispettivamente al tredicesimo e non posto in classifica piloti e la squadra settima nella classifica riservata ai team. 
Dopo 23 anni continuativi di partecipazione alle competizioni del motomondiale, nella stagione 2020 non si iscrive a causa della mancanza di sponsorizzazioni.